# Kölleda

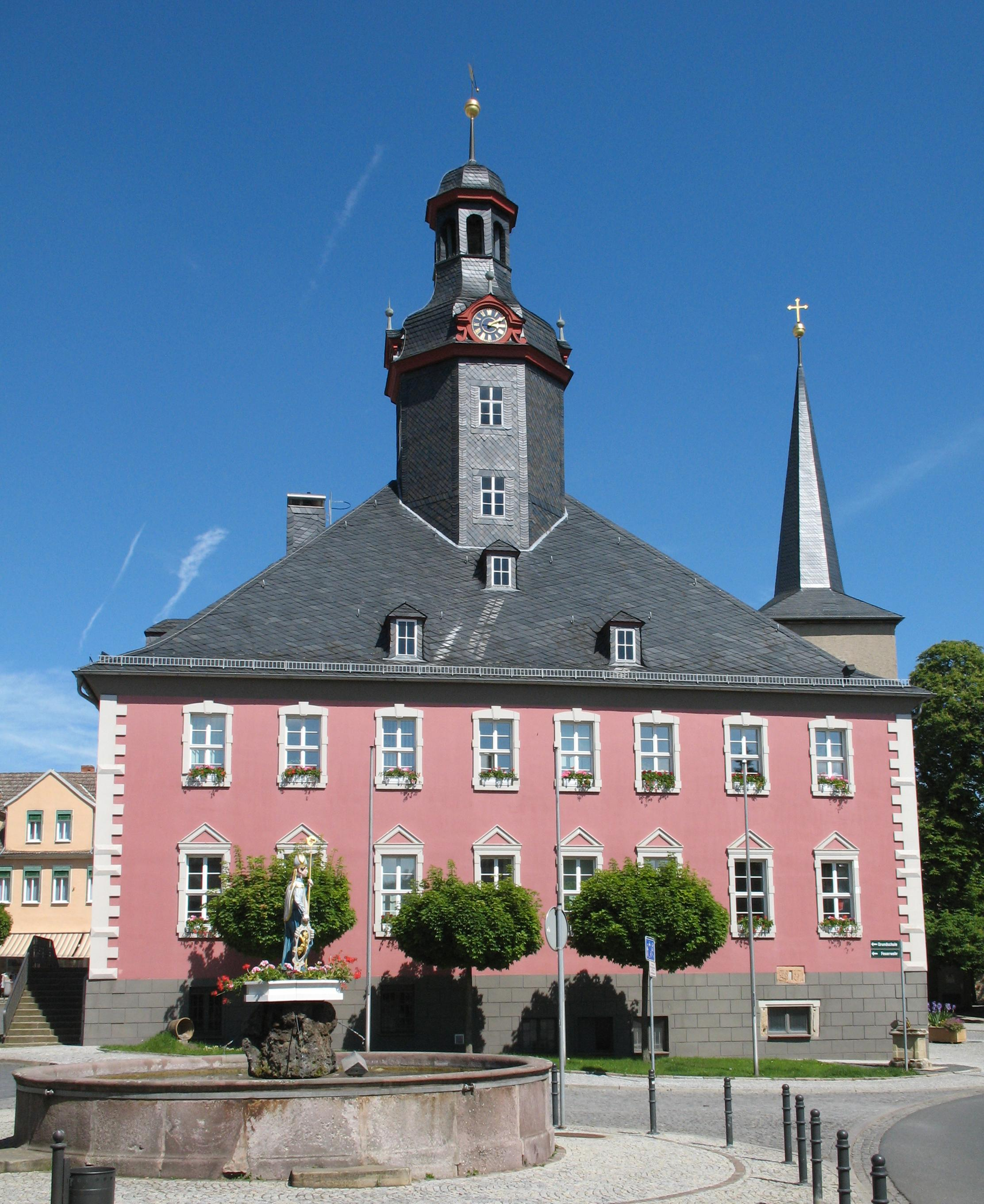
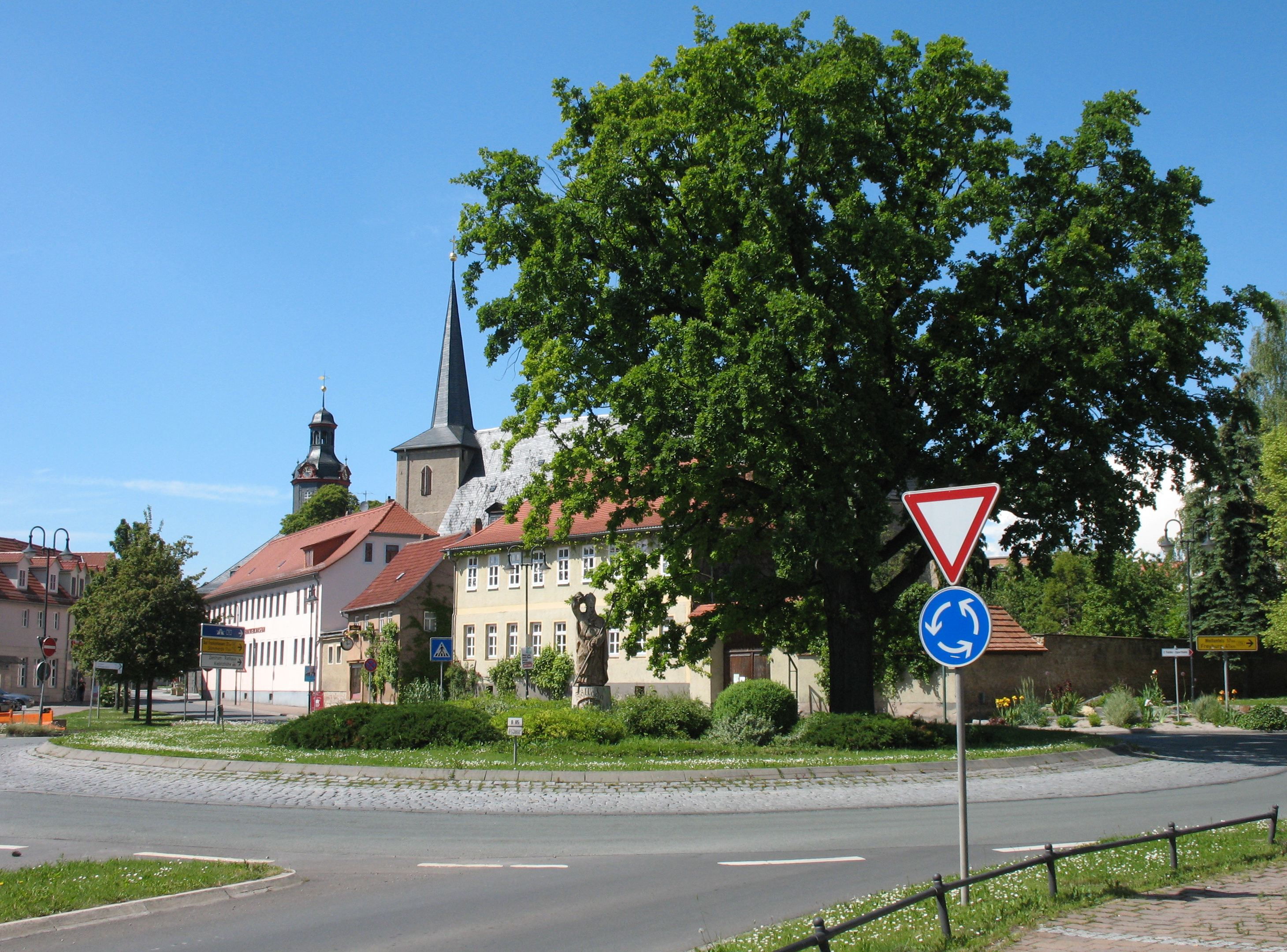
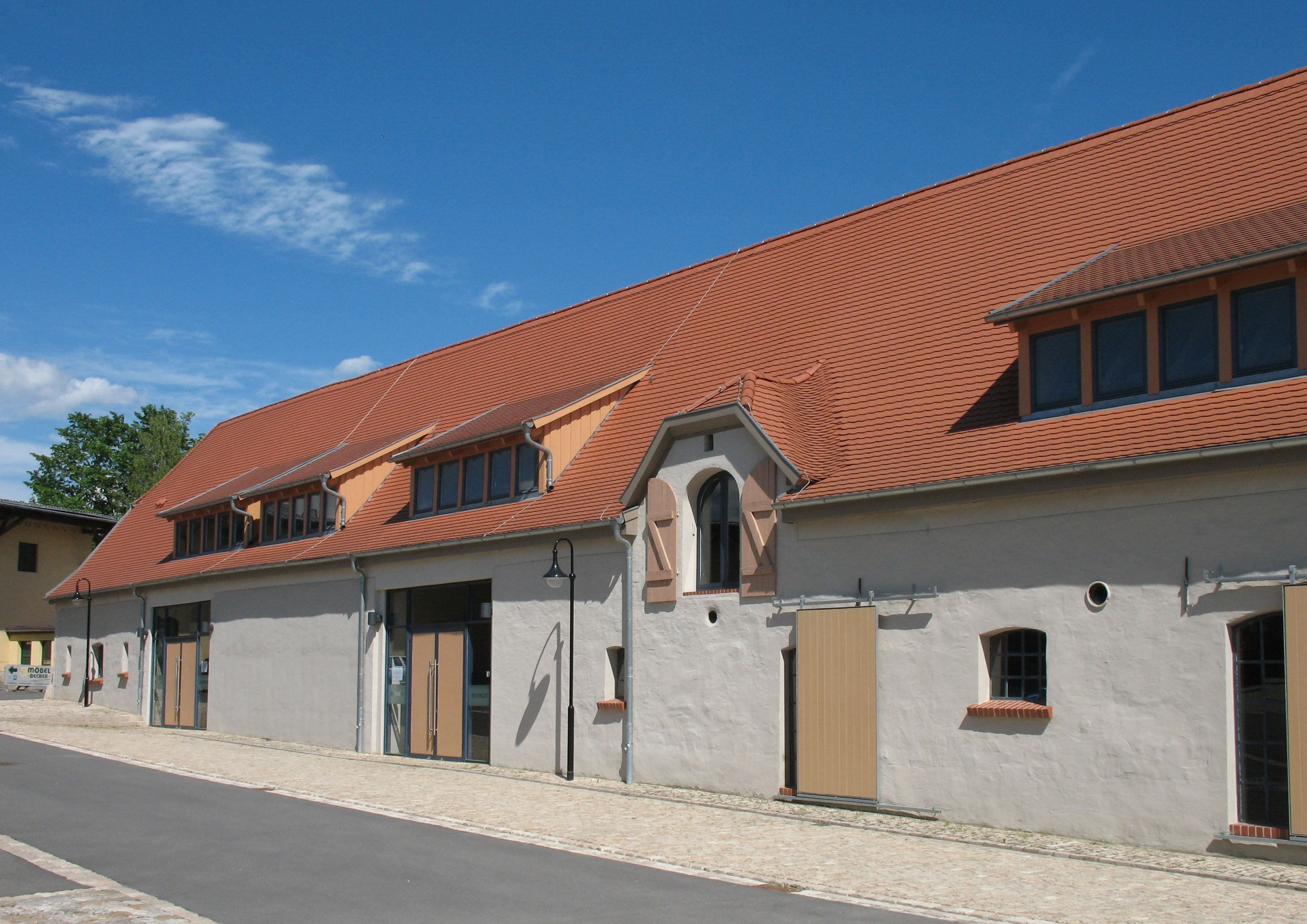

Kölleda là một đô thị thuộc huyện Sömmerda, trong Thüringen, nước Đức. Đô thị này có diện tích 31,28 km², dân số thời điểm 31 tháng 12 năm 2006 là 5687 người. Cự ly 10 km về phía đông Sömmerda, 24 km về phía bắc Weimar.